# Frances Oldham Kelsey

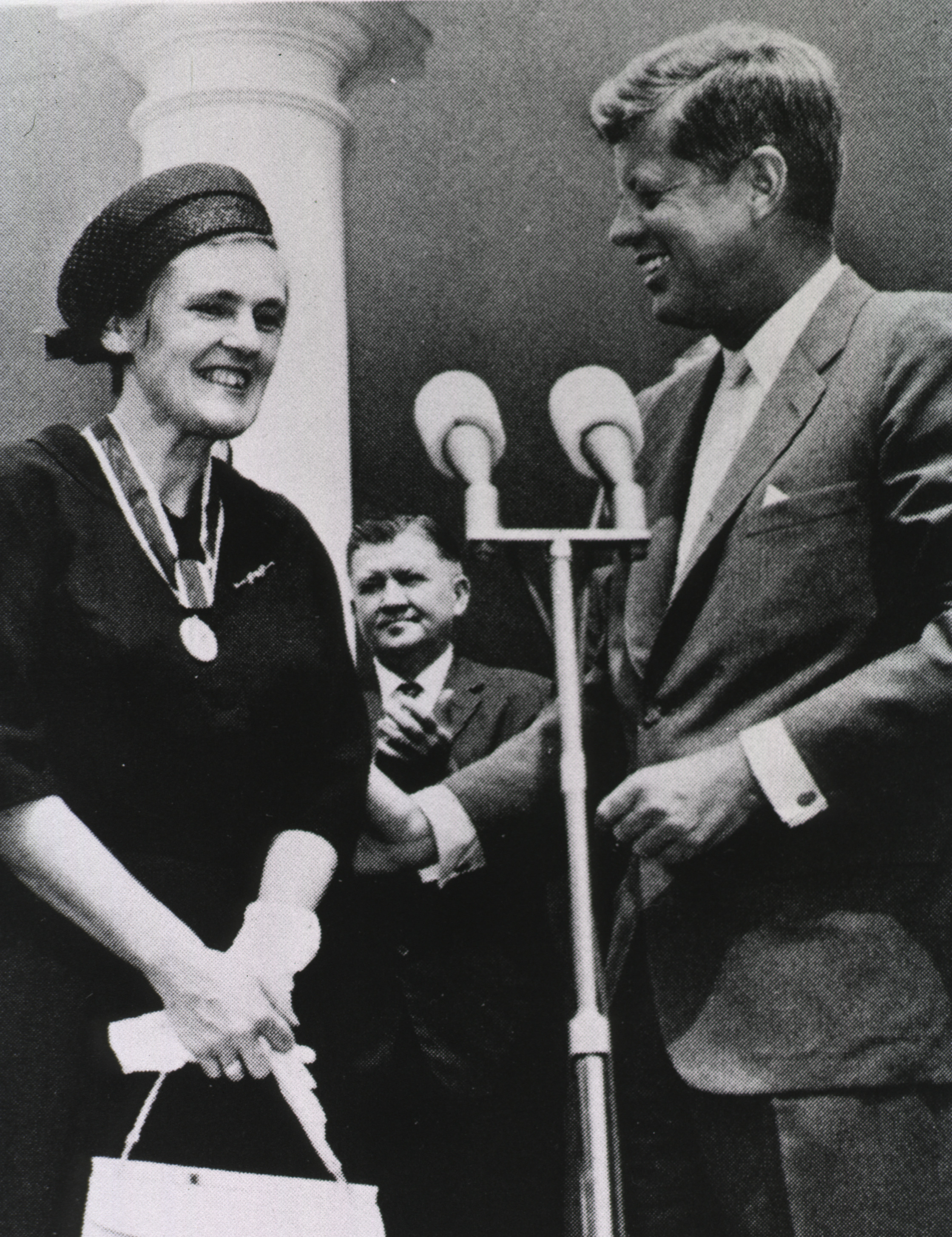
Frances Kelsey podczas uroczystości wręczenia jej przez Johna F. Kennedy’ego President's Award for Distinguished Federal Civilian Service, 7 sierpnia 1962

Frances Kathleen Oldham Kelsey (ur. 24 lipca 1914 w Cobble Hill, zm. 7 sierpnia 2015 w London) – kanadyjska uczona, farmakolog i lekarka, długoletnia pracownica amerykańskiej Agencji Żywności i Leków. Jest znana jako osoba, która nie dopuściła talidomidu do sprzedaży w Stanach Zjednoczonych.

## Życiorys
Frances Oldham urodziła się w kanadyjskiej prowincji Kolumbia Brytyjska, na wyspie Vancouver. W 1931 rozpoczęła studia farmaceutyczne na Uniwersytecie McGilla w Montrealu. Trzy lata później uzyskała stopień bakałarza, w 1935 magistra w dziedzinie farmakologii. W następnym roku rozpoczęła pracę naukową na nowo powstałym Wydziale Farmakologii Uniwersytetu Chicagowskiego, z którym była związana do lat pięćdziesiątych. Doktorat uzyskała w 1938. W 1943 poślubiła doktora Fremonta Ellisa Kelseya. Podczas II wojny światowej brała udział w programie poszukiwania skutecznego leku przeciwko malarii, w 1950 uzyskała także tytuł lekarza medycyny. W latach 1954–1957 pracowała jako wykładowca i pracownik naukowy na Uniwersytecie Dakoty Południowej w Vermillion – otrzymała wówczas (w 1955) obywatelstwo amerykańskie – a przez kolejne trzy lata praktykowała jako lekarz na terenie Dakoty Południowej.
W 1960 przeprowadziła się do Waszyngtonu, gdzie rozpoczęła  wieloletnią pracę w Agencji Żywności i Leków. Jedną z pierwszych badanych przez nią substancji w procedurze dopuszczenia na rynek amerykański był talidomid, lek o działaniu przeciwwymiotnym, przeciwbólowym i usypiającym, stosowany również przez kobiety w ciąży. Był on już wtedy dopuszczony do obrotu w kilkunastu krajach europejskich i Kanadzie. Mimo tego, i wbrew naciskom przedstawicieli producenta, Frances Kelsey zażądała przeprowadzenia dodatkowych badań klinicznych. Po udowodnieniu, w listopadzie 1961, mutagennego działania talidomidu na płody ludzkie jej upór został przedstawiony przez prasę (przede wszystkim w artykule autorstwa Mortona Mintza w The Washington Post) jako przejaw odwagi cywilnej, który uchronił tysiące amerykańskich noworodków przed trwałym kalectwem.
W efekcie, pod naciskiem opinii publicznej, władze amerykańskie zaostrzyły zasady wprowadzania nowych preparatów na rynek farmaceutyczny, zaś Kelsey została 7 sierpnia 1962 wyróżniona, jako druga kobieta w historii, President’s Award for Distinguished Federal Civilian Service, prezydenckim medalem za wybitną służbę cywilną. Na emeryturę odeszła dopiero w 2005, po ukończeniu 90 lat.
W roku 2000 została uhonorowana członkostwem National Women’s Hall of Fame, zaś w 2010 Agencja Żywności i Leków ustanowiła doroczną nagrodę imienia Frances Kelsey dla jednego ze swych pracowników, przyznając ją Kelsey jako pierwszej laureatce. Także na jej cześć została nazwana planetoida (6260) Kelsey. Wyróżniona została również doktoratami honorowymi: w 1962 przez Uniwersytet Nowego Brunszwiku i w 1984 przez Uniwersytet McGilla.